# Ashmeadiella cactorum
Ashmeadiella cactorum är en biart som först beskrevs av Cockerell 1897.  Ashmeadiella cactorum ingår i släktet Ashmeadiella och familjen buksamlarbin. Inga underarter finns listade i Catalogue of Life.